# Unitron U-2200
O Unitron U-2200 foi um clone do Apple II+, fabricado pela empresa Unitron de Taiwan (e que não tinha nada a ver com a empresa brasileira homônima), comercializado principalmente na Austrália e Alemanha. Diferentemente de outros clones produzidos na época, o teclado era destacado, conectado ao gabinete do micro por um cabo em espiral. O gabinete também era diferente daquele do IBM PC, pois não possuía baias para drives, exibindo em sua parte frontal apenas um conector para o teclado e um LED indicativo de força.
Internamente, o U-2200 possuía apenas quatro slots padrão Apple (e não oito, como nos demais clones). A UCP Z80 permitia que executasse o sistema operacional CP/M sem a necessidade de instalar uma placa de expansão.

## Características
- Memória:
  - ROM: 24 KiB
  - RAM: 64 KiB–128 KiB
- Teclado: mecânico, 72 teclas, teclado numérico reduzido, quatro teclas de função
- Display:
  - 24 X 40 texto
  - 24 X 80 texto (com placa de 80 colunas)
  - 40 X 48 com 16 cores
  - 280 X 192 com seis cores
- Expansão:
  - 4 slots internos
- Portas:
  - 1 saída para monitor de vídeo
  - 1 conector para joystick
  - Interface de gravador cassete
- Armazenamento:
  - Gravador de fita magnética
  - 2 drives de disquete externos, 5" 1/4
- Som:
  - Alto-falante interno